# گونترسدورف (شهر اتریش)
گونترسدورف (به آلمانی: Guntersdorf) یک منطقهٔ مسکونی در اتریش است که در ناحیه هولابرون واقع شده‌است. گونترسدورف ۱٬۱۲۸ نفر جمعیت دارد.

## خواهرخوانده
شهر هربورن خواهرخواندهٔ گونترسدورف (شهر اتریش) هست.